# Rofekoksib
Rofekoksib je nesteroidni antiinflamatorni lek (NSAID) koji je povučen sa tržišta iz bezbednostnih razloga. Njega je razvila kompanija Merk (Merck & Co.) za lečenje osteoartritisa, stanja akutnog bola i dismenoreja. Rofekoksib je FDA odobrila 20. maja 1999. On je bio u prodaji pod imenima Vioxx, Ceoxx, i Ceeoxx.
Rofekoksib je postao široko prihvaćen među lekarima koji su tretirali pacijente sa artritisom i drugim oboljenjima koja izazivaju hronični ili akutni bol. Svojevremeno je širom sveta ovaj lek je koristilo oko 80 miliona ljudi.
Merk je 30. septembra 2004 povukao rofekoksib sa tržišta usled zabrinutosti zbog povećanog rizika od srčanog udara vezanog za dugotrajnu upotrebu visokih doza leka. Do povlačenja je došlo nakon obelodanjivanja da informacije o rizicima nisu bile objavljene više od pet godina. To je uzrokovalo između 88.000 i 140.000 slučajeva ozbiljnih oboljenja srca. Rofekoksib je bio jedan od najšire korištenih lekova ikad povučenih sa tržišta. U toku godine pre povlačenja, Merkov prihod od prodaje Vajoksa je bio US$2,5 milijarde.
Rofekoksib je bio dostupan na recept, u obliku tableta i kao oralna suspenzija. U obliku injekcija je prodavan za bolničku upotrebu.

## Literatura
- FDA (2005). "Summary minutes for the February 16, 17 and 18, 2005, Joint meeting of the Arthritis Advisory Committee and the Drug Safety and Risk Management Advisory Committee." Published on the internet, March 2005. Link
- Fitzgerald, G. A. (2004). „Coxibs and Cardiovascular Disease”. New England Journal of Medicine. 351 (17): 1709—1711. PMID 15470192. doi:10.1056/NEJMp048288.
- Grassley CE (15 Oct 2004). Grassley questions Merck about communication with the FDA on Vioxx. Press Release.
- Jüni P, Nartey L, Reichenbach S, Sterchi R, Dieppe PA, Egger M (2004). Risk of cardiovascular events and rofecoxib: cumulative meta-analysis. Lancet (published online; see also Merck response below)
- Karha, J.; Topol, E. J. (2004). „The sad story of Vioxx, and what we should learn from it”. Cleve Clin J Med. 71 (12): 933—939. PMID 15641522. doi:10.3949/ccjm.71.12.933 (неактивно 16. 3. 2025).
- Michaels, D. (June 2005) DOUBT Is Their Product, Scientific American, 292 (6).
- Merck & Co., (5 Nov 2004). Response to Article by Juni et al. Published in The Lancet on Nov. 5. Press Release.
- Merck & Co (30 Sep 2004) Merck Announces Voluntary Worldwide Withdrawal of VIOXX. Press release .
- D. M. Mukherjee, S. E. Nissen, and E. J. Topol, „Risk of Cardiovascular Events Associated with Selective COX-2 Inhibitors”. Journal of the American Medical Association. 186: 954—959. 2001.. .
- Nussmeier, N. A.; Whelton, A. A.; Brown, M. T.; Langford, R. M.; Hoeft, A.; Parlow, J. L.; Boyce, S. W.; Verburg, K. M. (2005). „Complications of the COX-2 Inhibitors Parecoxib and Valdecoxib after Cardiac Surgery”. New England Journal of Medicine. 352 (11): 1081—91. PMID 15713945. doi:10.1056/NEJMoa050330.
- Okie, S. (март 2005). „Raising the safety bar--the FDA's coxib meeting”. New England Journal of Medicine. 352 (13): 1283—5. PMID 15800221. doi:10.1056/NEJMp058055.
- Reddy, Leleti Rajender; Corey, E.J. (2005). „Facile air oxidation of the conjugate base of rofecoxib (Vioxx™), a possible contributor to chronic human toxicity”. Tetrahedron Letters. 46 (6): 927—929. doi:10.1016/j.tetlet.2004.12.055.
- Swan SK et al., Effect of Cyclooxygenase-2 Inhibition on Renal Function in Elderly Persons Receiving a Low-Salt Diet. Annals of Int Med. 133: 1—9. 2000. Недостаје или је празан параметар |title= (помоћ)
- Targum, SL. (1 Feb. 2001) Review of cardiovascular safety database. FDA memorandum.
- Wolfe, MM et al., Gastrointestinal Toxicity of Nonsteroidal Anti-anflamattory Drugs, New England Journal of Medicine. 340: 1888—98. 1999. Недостаје или је празан параметар |title= (помоћ).

## Spoljašnje veze
- Reakcija nakon povlačenja leka
- Sudski postupak